# Клас Ларшон Флеминг
Клас Ларшон Флеминг (на шведски: Clas Larsson Fleming) e шведски адмирал, кралски съдия, градоустройствен инженер и съветник на тогавашния шведски крал Густав II Адолф и по-късно на кралица Кристина.